# سعید اسماعیلی
سعید اسماعیلی (زاده ۲۴ تیر ۱۳۸۲) کشتی‌گیر فرنگی‌کار ایرانی است. از افتخارات وی می‌توان به کسب مدال طلا در المپیک ۲۰۲۴ پاریس و قهرمانی در مسابقات قهرمانی آسیا ۲۰۲۴ 
اشاره کرد.

## زندگی ورزشی

### قهرمانی نوجوانان جهان ۲۰۱۹
اسماعیلی کار خود در تیم ملی را در رده نوجوانان آغاز کرد و در مسابقات قهرمانی نوجوانان جهان به مدال طلا رسید.

### قهرمانی جوانان جهان ۲۰۲۱
او در اولین دوره حضورش در مسابقات جوانان جهان در فینال به مدال نقره رسید.

### قهرمانی جوانان جهان ۲۰۲۲
اسماعیلی با قهرمانی در وزن ۶۰ کیلوگرم قهرمانی جوانان جهان ۲۰۲۲، اولین گام برای رسیدن به بالاترین سطوح کشتی فرنگی ایران را برداشت.

### قهرمانی آسیا ۲۰۲۴
اسماعیلی کار خور را در وزن ۶۷ کیلوگرم آغاز کرد. او پیش از فینال در سه مرحله با امتیاز عالی به پیروزی رسید و هیچ امتیازی به حریفان خود نداد. در مسابقه فینال هم مقابل رزاق بیشکیف از قرقیزستان تنها یک امتیاز با اخطار از دست داد و با نتیجه ۳ بر ۱ پیروز شد و به قهرمانی آسیا رسید.

### مسابقات رنکینگ مجارستان ۲۰۲۴
اسماعیلی پس از قهرمانی در جام تختی، جام وهبی امره و قهرمانی آسیا در چرخه انتخابی المپیک رقیب محمدرضا گرایی شد. با نظر کادر فنی، این دو کشتی‌گیر به مسابقات رنکینگ مجارستان اعزام شدند تا با توجه به نتایج کسب شده توسط این دو، کشتی‌گیر اعزامی به المپیک را انتخاب کنند. با توجه به این که محمدرضا گرایی در مسابقات قهرمانی جهان ۲۰۲۳ سهمیه این وزن را برای ایران کسب کرده بود، اگر سعید اسماعیلی در مسابقات مجارستان مدالی کسب نمی‌کرد یا گرایی نتیجه بهتری از اسماعیلی می‌گرفت، گرایی نماینده این وزن در المپیک می‌شد؛ هر کدام هم که مدال طلا کسب می‌کردند راهی المپیک می‌شدند. به غیر از این موارد اگر اسماعیلی نتیجه بهتری از گرایی کسب می‌کرد یک دیدار انتخابی بین این دو کشتی‌گیر برای تعیین نماینده ایران در المپیک برگزار می‌شد و اگر هر دو کشتی‌گیر مدال برنز کسب می‌کردند، دیدار انتخابی بین این دو به نحوی برگزار می‌شد که گرایی در صورت یک بار پیروزی در برابر اسماعیلی راهی المپیک می‌شد اما اسماعیلی به دو پیروزی در برابر گرایی نیاز داشت.
در مرحله نیمه‌نهایی مسابقات، گرایی شکست خورد و به رده‌بندی راه یافت. حریف اسماعیلی در دیگر نیمه‌نهایی این وزن، لوئیس اورتا بود که یک سال قبل مدال طلای مسابقات قهرمانی جهان ۲۰۲۳ را به دست آورده بود. اسماعیلی در ادامه درخشش‌های خود در این وزن در آستانه پیروزی در مقابل این کشتی‌گیر بود اما با یک اشتباه در آخرین ثانیه‌های کشتی شکست خورد و مانند گرایی به رده‌بندی رفت. این اشتباه او و رها کردن کشتی در چند ثانیه پایانی، از صحنه‌های خبرساز این مسابقات بود که مورد واکنش بسیاری واقع شد و تا مدت‌ها در شبکه‌های اجتماعی منتشر می‌شد.
اسماعیلی با این شکست عجیب نه تنها یک برد ارزشمند مقابل قهرمان جهان را از دست داد، بلکه با عدم راه‌یابی به فینال شانس کسب مدال طلا و حضور مستقیم در المپیک را از دست داد. حالا در مرحله رده‌بندی، بدون توجه به نتیجه کسب شده توسط گرایی، درصورت عدم کسب مدال توسط اسماعیلی، او شانس حضور در المپیک را از دست می‌داد. روند مسابقه رده‌بندی برای اسماعیلی برخلاف نیمه‌نهایی پیش رفت و او در حالی که تا آخرین ثانیه‌ها از حریف خود عقب بود این بار موفق به کسب پیروزی شد تا شانس حضور در المپیک همچنان برای او باقی بماند. در دیگر دیدار رده‌بندی گرایی هم به مدال برنز رسید تا دیدار انتخابی المپیک با شرط یک پیروزی برای گرایی و دو پیروزی برای اسماعیلی برگزار شود. اسماعیلی با پیروزی در هر دو دیدار نخست مقابل گرایی، شگفتی‌ساز شد و با حذف گرایی، قهرمان المپیک ۲۰۲۰، در آستانه ۲۰ سالگی به المپیک ۲۰۲۴ راه یافت. این بار به جای صحنه شکست اسماعیلی مقابل اورتا، خبر این پیروزی و راه‌یابی او به المپیک در رسانه‌ها خبرساز شد.

### المپیک ۲۰۲۴ پاریس
در وزن ۶۷ کیلوگرم که ۱۶ نفر حضور داشتند، سعید اسماعیلی در دور نخست با نتیجه ۱۰ بر صفر مقابل اسحاق قایو از الجزایر به پیروزی رسید. وی در دور بعد هم با نتیجه قاطع ۸ بر صفر لوئیس اورتا قهرمان جهان و المپیک از کوبا را شکست داد و راهی نیمه‌نهایی شد. اسماعیلی در این مرحله هم در یک کشتی زیبا و پر اُفت و خیز مقابل اسلاویک گالستیان از ارمنستان به برتری رسید و گام به فینال گذاشت. این نتیجه در حالی رقم خورد که اسماعیلی در تایم اول مسابقه در حالی که با نتیجه ۵ بر ۲ از حریفش پیش بود، ضربه شد، اما با اعتراض به موقع و تیزبینی حسن رنگرز داوران نتیجه را برگرداندند و رأی به نفع نماینده کشورمان دادند. اسماعیلی در فینال به مصاف پرویز نصیب‌اف از اوکراین رفت و با نتیجه ۶ بر ۵ از سد حریفش گذشت و دومین مدال طلا را برای کاروان ایران به ارمغان آورد. پیش از او محمدهادی ساروی ایران را صاحب اولین مدال طلا کرده بود.

### قهرمانی آسیا ۲۰۲۵
وزن ۶۷ کیلوگرم سعید اسماعیلی پس از استراحت در دور اول، در دور دوم با نتیجه ۱۰ بر ۴ سون مان-گوانگ از کره شمالی را شکست داد و به مرحله نیمه نهایی راه یافت. وی در این مرحله با نتیجه ۸ بر صفر نظیم جان بایکازیف از ازبکستان را مغلوب کرد و به دیدار فینال راه یافت. اسماعیلی در این دیدار با نتیجه ۳ بر صفر رازاک بیشیکیف از قرقیزستان را شکست داد و به مدال طلا دست یافت.

## دوپینگ
اسماعیلی به دلیل وجود ماده ممنوعه فروزماید در نمونه اخذ شده از وی به مدت ۴ ماه از اول مهر تا اول بهمن ۱۴۰۲ از کلیه فعالیت‌های ورزشی محروم شده بود. اما مدتی بعد به دلیل مصرف نادانسته و غیر عمدی این حکم رفع شد